# Jean-Paul Guirado
Jean-Paul Guirado, né le 22 décembre 1965 à Montpellier, est un ingénieur du son et réalisateur français.

## Biographie
Réalisateur de plusieurs courts métrages documentaires, Jean-Paul Guirado travaille essentiellement comme ingénieur du son, notamment pour la télévision.

## Filmographie partielle
Ingénieur du son
- 1993 : Galères de femmes de Jean-Michel Carré
- 2001 : Ceux d'en face de Jean-Daniel Pollet
- 2003 : Les Onze Commandements de François Desagnat et Thomas Sorriaux
- 2004 : En ce temps-là, l'amour... d'Irène Jouannet
- 2005 : Alimentation générale de Chantal Briet
- 2006 : Le Silence des rizières de Fleur Albert
- 2009 : Nord-Paradis de Christophe Lamotte
- 2010 : L'An prochain la révolution de Frédéric Goldbronn
- 2014 : Le Jeu de la vérité de François Desagnat
- 2014 : Stalingrad Lovers de Fleur Albert

Réalisateur
- 1993 : Khaled
- 1997 : Garçons !
- 1998 : Les Métisses du Cap Vert
- 2000 : La Note Verte
- 2003 : L'Inséminateur (coréalisatrice : Marie-Agnès Azuelos)